# Реус
Реус (шп. Reus) град је у Шпанији у аутономној заједници Каталонија у покрајини Тарагона. Према процени из 2008. у граду је живело 107.770 становника.

## Становништво
Према процени, у граду је 2008. живело 107.770 становника.
| 1991.  | 2001.  |
| ------ | ------ |
| 87.670 | 89.006 |

## Партнерски градови
- Баија Бланка
- Хаџићи
- Astorga
- Amgala
- Boyeros
- Гандија
- Брив ла Гајар